# Doctrina de política exterior
Una doctrina política exterior en una declaración general de política exterior. En algunos casos, esa declaración es hecha por un líder político, típicamente por el jefe ejecutivo de una nación o jefe diplomático, y llega a ser nombrada por ese líder. La justificación de Richard Nixon para la retirada gradual de Estados Unidos de Vietnam, por ejemplo, fue llamada la Doctrina Nixon. Este patrón de nombramiento no es universal; sin embargo, las doctrinas chinas (por ejemplo), son referidas por un número.
El propósito de una doctrina política exterior es proveer lineamientos generales de conducta de la política exterior. Esas reglas permiten al liderazgo político de una nación tratar una situación y explicar las acciones de un país a otras naciones. Usualmente la palabra “Doctrina” no es usada con connotaciones negativas; especialmente no debe confundirse con “dogma.”

## Algunas doctrinas

### Alemania
- Doctrina Hallstein
- Doctrina Ulbricht

### Argentina
- Doctrina Calvo
- Doctrina Drago

### Estados Unidos
- 1823: Doctrina Monroe
- 1932: Doctrina Stimson
- 1947: Doctrina Truman
- 1954: Doctrina Eisenhower
- 1961: Doctrina Kennedy
- 1962: Doctrina McNamara
- 1965: Doctrina Johnson
- 1969: Doctrina Nixon
- 1980: Doctrina Carter
- 1981: Doctrina Kirkpatrick
- 1984: Doctrina Weinberger
- 1985: Doctrina Reagan
- 1990: Doctrina Powell
- 1999: Doctrina Clinton
- 2002: Doctrina Bush
- 2002: Doctrina Rumsfeld
- 2007: Doctrina McCain

### Finlandia
- Doctrina Paasikivi-Kekkonen

### Japón
- Doctrina Fukuda
- Doctrina Yoshida

### México
- Doctrina Estrada

### Rusia / Unión Soviética
- 1947: Doctrina Jdanov
- 1968: Doctrina Brézhnev
- 1989: Doctrina Sinatra

- Datos: Q943260